# アスナロウ
『アスナロウ』は、Aqua Timezの7枚目のオリジナル・アルバム。2016年12月14日にEpic Records Japanから発売された。

## 概要
同日発売のベスト・アルバムの前作、『10th Anniversary Best RED』『10th Anniversary Best BLUE』から約1年4ヶ月ぶりのアルバム。オリジナル・アルバムとしては『エルフの涙』以来、約2年4ヶ月ぶり。
アルバムタイトルになっている「アスナロウ」は“あすなろ”という木の名前に由来しており、「明日はより大きな自分になろう」という意味が込められている。
通常盤、DVD付初回生産限定盤、DVD付team AQUA限定盤の3形態でのリリース。更にAQUA限定盤には「"アスナロウ"オリジナルデザインタオル」を同梱している。
インディーズ・デビュー以降、全アルバムがオリコンチャート内のトップ10入りをしていたが本作で初めてトップ10落ちとなった。

## 収録曲
全作詞・全作曲：太志
特記以外全編曲：Aqua Timez
2,14編曲：Aqua Timez・akkin

### CD
1. アスナロウ [3:45]
本作のリード曲。カホーンやブズーキといった楽器が使用されている。
本作発売に先駆け、YouTubeにてMusic Videoが公開された。
2. 最後までII [4:19]
18thシングル。テレビ東京系テレビアニメ『銀魂゜』エンディングテーマ。
3. 空想楽 [3:54]
47都道府県ツアー「"Back to You"tour 2015 - 2016」にて先行披露された初のEDM曲。
歌詞に出てくる「大きな木」とはシェル・シルヴァスタイン作の「おおきな木」という絵本のことである。
4. We must [5:18]
8th配信限定シングル。
5. 冬空 [3:54]
『because you are you』に収録されている「音速の風景」以来、4年ぶりのポエトリーリーディングとなる。
6. 12月のひまわり [4:51]
19thシングル。
読売テレビ・日本テレビ系『情報ライブ ミヤネ屋』エンディングテーマ。
7. ソリに乗って [3:57]
日本テレビ系『PON!』12月度エンディングテーマ。
「もろびとこぞりて」をフィーチャーしたクリスマスソング。
8. サンデーパーク [3:14]
9. ナポリ [3:43]
「OKP-STARはスターじゃない ついでに言うとROCKでもない」や「OKP-STARはろくでもない」といったメンバーのOKP-STAR(Ba.)をディスった歌詞が出てくる。
10. Dub Duddy～ライブ前日に見た夢～ [3:28]
team AQUA会員限定カウントダウンライブ「The FANtastic COUNTDOWN 2015 - 2016」、47都道府県ツアー「"Back to You"tour 2015 - 2016」にて先行披露された。歌詞はメンバーである大介(Gt.)の父を題材にしている。
11. 三日月シャーベット [3:34]
12. 閃光 [5:07]
7th配信限定シングル。
13. Pascal [4:46]
14. 生きて [5:12]
17thシングル。TBS系ドラマ『SAKURA〜事件を聞く女〜』主題歌。
15. 魔法を使い果たして [5:08]

### DVD（初回生産限定盤のみ）
1. 生きて Music Video
2. 最後までII Music Video
3. 12月のひまわり Music Video
4. アスナロウ Music Video
5. アスナロウ Music Video Off Shot Movie
6. Aqua Timez 47都道府県“Back to You” tour2015-2016 Live&Documentary 予告編ショート

### DVD（team AQUA限定盤のみ）
1. ディレクターTASSHIによる「12月のひまわり」Music Video Off Shot Movie 特別編
2. 「まだ、はじまったばかりプロジェクト」イベント20161002＠岐阜Off Shot Movie
3. Aqua Timez 47都道府県“Back to You” tour 2015-2016 Live&Documentary 予告編ロング